# Мисс Пуля
Мисс Пуля или Мисс Бала (исп. Miss Bala) — мексиканский фильм 2011 года режиссёра Херардо Наранхо. Премьера фильма состоялась на Каннском кинофестивале 2011 года в рамках программы «Особый взгляд». Также фильм был выбран в качестве мексиканской заявки на премию «Оскар» за лучший фильм на иностранном языке, но не попал в январский шортлист.

## Сюжет
23-летняя Лаура живёт со своим отцом Рамоном и младшим братом Артуро. Она планирует со своей подругой Сусу участвовать в конкурсе красоты Miss Baja. Они идут в ночной клуб, чтобы встретиться с другом Сусу. Когда Лаура идет в туалет, в клуб проникают члены банды La Estrella и начинают стрелять во всех подряд. Лауре удается сбежать, но она не попадает на просмотр конкурса красоты, из-за чего её исключают.
Позднее Лино, лидер банды, напавшей на клуб, похищает Лауру и берет в заложники её брата и отца. Её используют, чтобы перевезти наркотики через американскую границу.

## В ролях
- Стефани Сигман — Лаура
- Ноэ Эрнандес — Лино Вальдес
- Ирене Асуэла — Джессика
- Хавьер Сарагоса — Рамон
- Хуан Карлос Гальван — Артуро
- Гэбриел Хидс
- Джеймс Руссо — Джимми
- Лакшми Пикасо
- Хосе Йенке

## Восприятие
Фильм получил положительные отзывы критиков. На сайте Rotten Tomatoes фильм имеет рейтинг 87 % на основе 63 рецензий со средним баллом 7,1 из 10. На сайте Metacritic фильм получил оценку 80 из 100 на основе 22 рецензий, что соответствует статусу «в основном положительные рецензии».

## Ремейк
В 2017 году стало известно, что Кэтрин Хардвик планирует снять ремейк, где главную роль исполнит Джина Родригес. Фильм вышел в прокат в США 1 февраля 2019 года.